# Hem C
Hem C (haem C) je vrsta hema.

## Istorija
Korektna struktura hema C je objavljena srednom 20. veka. Struktura hema C je an osnovu NMR i IR eksperimenta na redukovanoj, Fe(II), formi hema potvrđena 1975. Struktura hema C uključujući apsolutnu stereohemijsku konfiguraciju oko tioetarskih veza je određena za pretein kičmenjaka.